# DRELOBA

Baustein des DRELOBA-Systems,
Mitte: Verschaltungsplatte, unten: Deckplatte

DRELOBA war ein pneumatisches Steuerungssystem (Fluidik) der 1960er bis 1980er Jahre. Die binäre Logik wurde mit Druckluft von 1,4 bar betrieben. Die Dresdner Logik-Bausteine wurden auf der Industrieausstellung „technica 66“ in Dresden erstmals vorgestellt. Hergestellt wurden sie von VEB Reglerwerk Dresden, Großenhainer Str. 1–5, das später in VEB EAW-Elektronik Dresden umbenannt wurde. Die Sunvic Regler GmbH hat das System in der Bundesrepublik Deutschland zwei Jahrzehnte lang vertrieben. Die aufkommende Mikroelektronik mit immer kleiner werdenden Schaltkreisen und die Speicherprogrammierbare Steuerung lösten pneumatische Steuerungssysteme ab.
Heinz Töpfer erforschte mit seinen Mitarbeitern an der Deutschen Akademie der Wissenschaften (DAW), Arbeitsstelle Regelungs- und Steuerungstechnik Dresden (Leiter: Heinrich Kindler) die wissenschaftlichen Grundlagen zu diesem innovativen Steuerungssystem (1964 Nationalpreis für ein Kollektiv). 1963 verteidigte Töpfer an der TU Dresden seine Dissertationsschrift Vergleichende Untersuchungen pneumatischer Bauelemente und Geräte der Steuerungs- und Regelungstechnik im Normal- und im Niederdruckbereich.

## Aufbau

Doppelmembranrelais und Funktionsplan

Der Grundbaustein war das Doppelmembranrelais (DMR) – siehe Bild rechts. Es wurde aus Kunststoff hergestellt. Die beiden Membranen wurden über einen Steg fest miteinander verbunden. Der Membranhub betrug 0,1–0,15 mm. Das Flächenverhältnis der äußeren zur inneren Kammer betrug 2:1. Es war einzeln verfügbar mit 5 Schlauchanschlussstücken für Schläuche mit der Nennweite 2 mm. Mit unterschiedlichen Anschlussbelegungen waren alle logischen Grundfunktionen realisierbar.
Das erweiterte Doppelmembranrelais hatte zwei weitere Kammern, rechts und links angeordnet, die als zwei zusätzliche Oder-Eingänge funktionierten.
Drei Grundbausteine gab es auch zusammengefasst zu Universalbausteinen (oberes Bild) mit frei verfügbaren Relais oder als fest verschaltete Bausteine (RS-Flipflop, Torbaustein, Signalweiche). Diese Bausteine des DRELOBA-Systems wurden mit Hilfe von Anschlussplatten, in denen nur bestimmte Löcher aufgebohrt wurden, zu kompakten Funktionseinheiten zusammengebaut. Dichtungsgummi, Schrauben und U-Profil-Schienen haben den Funktionsblock zusammengehalten, an deren Vorder- und Rückseite die Universalbausteine montiert waren. Es mussten von außen nur noch die Druckluftversorgung und die wenigen Schläuche zu den Sensoren und Aktoren angeschlossen werden.

## Technische Daten im Vergleich
| System              | DRELOBA           | SAMSON AG (ehem. SAMSOMATIC GmbH) | USEPPA             |
| ------------------- | ----------------- | --------------------------------- | ------------------ |
| Abmessung           | 18 × 16 mm        | 25 × 30 × 20 mm                   | 26 × 26 mm         |
| Masse               | 10 g              | 50 g                              | 30 g               |
| Membranabmessung    | Ø 13 × 0,5 mm     | Ø 16 × 0,5 mm                     | Ø 20 × 0,3 mm      |
| Nennweite           | 2 mm              | 2 mm                              | 2 mm               |
| Versorgungsdruck    | 1,4 bar           | 1,6 bar                           | 1,4 bar            |
| minimale Schaltzeit | 2 ms              | 6 ms                              | 5 ms               |
| max. Schaltfrequenz | 250 Hz            | 85 Hz                             | 100 Hz             |
| Lebensdauer         | >109 Schaltspiele | >109 Schaltspiele                 | 2·106 Schaltspiele |

Produziert wurden in den 1960er Jahren auch das System UNALOG (universelles Niederdruck-analog- und Logik-System)
Vorteile:
- damals kleiner als vergleichbare Relaissteuerungen
- kleine Zylinder sind auch ohne Verstärker bzw. Wandler anschließbar
- Explosionssicherheit ohne Zusatzaufwand
- einfache und überschaubare Wirkungsweise
- Betriebsmittel Luft unbeschränkt vorhanden
- schneller als auf Kolben basierende Ventile
- Selbstkühlung durch das Betriebsmittel Luft

Nachteile:
- wenn die Druckluft nicht ölfrei ist, können kleine Öffnungen zukleben
- in kompakten Funktionsblöcken ist die Fehlersuche schwierig
- begrenzte Übertragungsgeschwindigkeit
- begrenzte Übertragungsentfernung

## Verfügbare Funktionseinheiten
Mit einer Entlüftungs- oder Belüftungsvorsteuerung konnte das DMR mit Wegeingaben geschaltet werden. Damit wurden Taster, Endlagenschalter und elektrisch-pneumatische Wandler realisiert.
Es gab auch:
- Grenzwertschalter (analog-digital Wandler)
- Lochstreifenleser
- Impulsgeber
- Impulszähler
- Binäranzeiger (ein Antriebskolben drückt ein farbiges Plättchen durch eine mehrfach geschlitzte Abdeckmembran)[4]
- Ziffernanzeiger (unterschiedlich große Kolben ziehen ein Seil, das eine Ziffernscheibe dreht)
- Verstärker (für Zylinder bis 6 bar und einen Volumenstrom bis 30 m³/h).